# Windows Small Business Server
Windows Small Business Server (SBS) (раніше Microsoft Small Business Server) — інтегроване програмне серверне рішення від компанії Microsoft, розроблене для побудови мережі невеликих компаній (до 75 користувачів або комп'ютерів). До складу рішення входять ключові серверні продукти Microsoft для забезпечення необхідної для невеликої компанії функціональності, такі як поштовий сервер Microsoft Exchange Server, сервер для організації колективної роботи й публікації документів Windows SharePoint Services, сервер баз даних SQL Server, система постачання та встановлення оновлень Windows Server Update Services та ін. З розвитком рішення відточувалася і розширювалася функціональність віддаленого доступу користувачів до своїх файлів і робочого стола, поштою (Outlook Web Access) і віддаленого адміністрування. Усі вхідні до складу рішення компоненти інтегрування і попередньо налаштовані для спрощення впровадження, первинного налаштування та обслуговування мережі на базі SBS.
Windows Small Business Server не є однією з редакцій Windows Server. Швидше, це спеціалізований пакет тісно інтегрованих серверних операційних систем з централізованої консоллю управління, розроблений спеціально для вирішення основних завдань малого бізнесу — надання доступу в інтернет, загальний доступ до файлів і тек, обмін електронною поштою, віддалена робота, Робота зі спеціалізованими додатками, розробка та публікація вебсайту компанії, організація внутрішніх порталів, робочих областей і бібліотек компанії.

## Редакції
Windows Small Business Server 2008 постачається в редакціях Standard і Premium. Відмінність однієї від іншої в наявності у версії Premium додаткової ліцензії Windows Server 2008, SQL Server 2008 і ISA Server 2004 для розгортання спеціалізованих додатків на окремому апаратному сервері й забезпечення можливості термінального доступу до бізнес-програм (починаючи з версії SBS 2008; в більш ранніх версіях SBS був односерверним рішенням і був контролером домену — з метою безпеки термінальний доступ був неможливий)

## Ліцензування
Windows Small Business Server 2008 ліцензується за схемою ліцензія на сервер (Server, L) та ліцензія клієнтського доступу (CAL). Ліцензії клієнтського доступу (CAL) можуть бути «на користувача» (user) і «на пристрій» (device). Також вони бувають двох типів — Standard CAL і Premium CAL. Перша забезпечує доступ до всієї основної функціональності, але не дає права доступу до сервера баз даних. Ліцензія Premium CAL дає доступ до сервера баз даних.
Приклад: у компанії 36 користувачів, з них 15 користується програмами бухгалтерського обліку, для яких потрібен доступ до баз даних. Компанії необхідно придбати ліцензію на сервер SBS Premium, 15 ліцензій Premium CAL і 21 ліцензію Standard CAL.

## Облік ліцензій
SBS 2008 побудований на базі Windows Server 2008, з якого виключена функціональність обліку ліцензій. Таким чином, ПЗ SBS 2008 не здійснює ніяких перевірок ні кількості клієнтських ліцензій, ні їх наявності. Контроль (і відповідальність) за правильністю ліцензування лежить повністю на користувачі програмного забезпечення.

## Версії
- 22 жовтня 1997 — BackOffice Small Business Server 4.0
- 24 травня 1999 — BackOffice Small Business Server 4.5
- 21 лютого 2001 — Microsoft Small Business Server 2000
- 9 жовтня 2003 — Windows Small Business Server 2003 (кодове ім'я Bobcat)
- 29 липня 2006 — Windows Small Business Server 2003 R2
- 21 серпня 2008 — Windows Small Business Server 2008 (кодове ім'я Cougar)

## Обмеження
Для версії Windows SBS 2003:
- Не більше 2-х ядер (процесорів). Зайві ядра ігноруються.
- Не більше 4 Гб оперативної пам'яті.
- Не більше 75 клієнтських ліцензій.
- Не більше 1 SBS сервера на організацію (додаткові сервери повинні бути як мінімум Standard)

## Пробна версія
Пробна версія доступна для звантаження на вебсайті Microsoft TechNet: Small Busines Server 2008 [Архівовано 10 грудня 2010 у Wayback Machine.]. Версія повністю функціональна і має лише тимчасове обмеження на використання до 60-ти днів. Цей термін може бути продовжений самостійно не більше трьох разів, збільшуючи таким чином максимальний термін використання до 240 днів. При придбанні пробна версія може бути активована, перевстановлення програмного забезпечення не потрібно.

## Нова редакція
19 серпня 2010 р. корпорація Microsoft анонсувала попередню версію нової редакції платформи Windows Small Business Server, відомої під кодовим ім'ям «Aurora». Крім цілком традиційних засобів резервного копіювання і відновлення даних, управління ідентифікаційною інформацією (ID) і забезпечення безпеки, платформа може використовуватися для організації спільного доступу до файлів і принтерів, А також надання співробітникам підприємства віддаленого доступу до ресурсів корпоративної мережі через web-браузер. Microsoft випустила попередню версію Windows Small Business Server «Aurora»

## Windows Essential Business Server
Windows Essential Business Server 2008 ліцензується за схемою ліцензія на сервер (Server, L) та ліцензія клієнтського доступу (CAL). Ліцензії клієнтського доступу (CAL) можуть бути «на користувача» (user) і «на пристрій» (device). Також вони бувають двох типів — Standard CAL і Premium CAL. Перша забезпечує доступ до всієї основної функціональності, але не дає права доступу до сервера баз даних. Ліцензія Premium CAL дає доступ до сервера баз даних.
Приклад: у компанії 150 користувачів, з них 34 користується програмами бухгалтерського обліку, для яких потрібен доступ до баз даних. Компанії необхідно придбати ліцензію на сервер EBS Premium, 34 ліцензії Premium CAL та 116 ліцензій Standard CAL.

## Облік ліцензій
EBS 2008 побудований на базі Windows Server 2008, з якого виключена функціональність обліку ліцензій. Таким чином, ПЗ EBS 2008 не здійснює ніяких перевірок ні кількості клієнтських ліцензій, ні їх наявності. Контроль (і відповідальність) за правильністю ліцензування лежить повністю на користувачі програмного забезпечення.

## Редакції
Microsoft Essential Business Server 2008 існує у двох редакціях: Standard і Premium. Їх єдина відмінність — наявність в редакції Premium пакета програмного забезпечення для впровадження окремого сервера баз даних, що складається з ліцензії WIndows Server 2008 Standard і SQL Server 2008 Standard.